# Leonard Lyell
Pour les articles homonymes, voir Lyell.
Leonard Lyell (21 octobre 1850 - 18 septembre 1926), est un homme politique libéral écossais. 

## Biographie
Fils aîné du colonel Henry Lyell et de Katharine Murray Lyell, il est le neveu de Charles Lyell, 1er baronnet, le géologue. 
Il est député libéral des Orcades et des Shetland de 1885 à 1900 et est nommé lieutenant adjoint du Forfarshire en décembre 1901. Il est créé baronnet en 1894 et élevé à la pairie en tant que baron Lyell de Kinnordy dans le comté de Forfar, le 8 juillet 1914. 
Il épouse Mary Stirling en 1874 et a un fils, Charles Henry (1875-1918) et deux filles, Mary Leonora (Nora), née en 1877, et Helen (Nelly), née en 1878. Son fils unique, Charles Henry Lyell est également député libéral, mais meurt de la grippe espagnole en 1918, et c'est donc le fils de ce dernier, Charles Antony Lyell, qui devient baron et baronnet à la mort de Leonard Lyell en 1926. 